# Béatrice von Siebenthal
Pour les articles homonymes, voir Von Siebenthal.
Béatrice von Siebenthal, née le 6 juillet 1964, est une entraîneure suisse de football féminin.

## Biographie
Béatrice von Siebenthal est la sélectionneuse de l'équipe de suisse féminine des moins de 19 ans pendant dix ans et jusqu'en 2005, date à laquelle elle est nommée sélectionneuse de l'équipe nationale A. Elle démissionne à la fin de l'année 2011. 
Elle fait partie des nommées au prix d'entraîneur d'équipe féminine de l'année FIFA en 2010.